# The Flatmates
The Flatmates est un groupe de rock indépendant britannique, originaire de Bristol, en Angleterre. Il est actif de 1985 à 1989, puis depuis 2013.

## Biographie
The Flatmates est formé par Martin Whitehead, par ailleurs fondateur du label indépendant installé à Bristol, The Subway Organisation, sur lequel sont publiés les disques du groupe. Le groupe a un son Pop et noisy, proche de celui d'autres groupes britanniques de cette époque, comme les Shop Assistants ou les Primitives. Le groupe était composé au départ de Martin Whitehead (guitare), Kath Beach (basse), Debbie Haynes (chant) et Rocker (batterie).
La formation Haynes, Whitehead, Fletcher et Rocker enregistre les deux premiers singles de Flatmates, I Could Be in Heaven (1986) et Happy All the Time (1987).  Rocker quitte le groupe avant leur troisième single, You're Gonna Cry, en novembre 1987, et est remplacé par Joel O'Beirne. Ironiquement, You're Gonna Cry est une composition de Rocker, seule face A qu'il aura écrite pour le groupe. Shimmer, publié en mars 1988 comme quatrième single des Flatmates, est un hit qui atteint la deuxième place de l'UK Indie Chart. Peu après la sortie du single, Tim Rippington est recruté comme second guitariste. La bassiste Fletcher quitte ensuite The Flatmates avant leur quatrième et dernier single, Heaven Knows. Elle est remplacée par Jackie Carrera ; cependant, Whitehead joue de la basse sur Heaven Knows, et Rippington se charge des morceaux de guitare.
Le groupe se sépare en 1989. Carrera qui rejoindra The Caretaker Race et Whitehead et O'Bierne formeront The Sweet Young Things. Whitehead forment plus tard le groupe Shrimptractor en 1992. Deux compilations des Flatmates sont publiées en CD, Love and Death (1989) et Potpourri (Hits, Mixes and Demos '85 - '89) (2005).
Le groupe se reforme à l'initiative de Whitehead en 2013, avec Lisa Bouvier au chant, et publie un single intitulé You Held My Heart chez Archdeacon of Pop Records. En août 2015, le label Local Underground publie un deuxième nouveau single des Flatmates, qui comprend des reprises de When You Were Mine de Prince, et Comedian (à l'origine sous le titre Comedienne) de Cinerama.

## Discographie

### Singles
- 1985 : You're Gonna Cry (The Subway Organisation)
- 1985 : Shimmer (The Subway Organisation)

### Compilations
- Take the Subway to Your Suburb (The Subway Organisation)
- Surfin' in the Subway (The Subway Organisation)